# خانه سالمندان

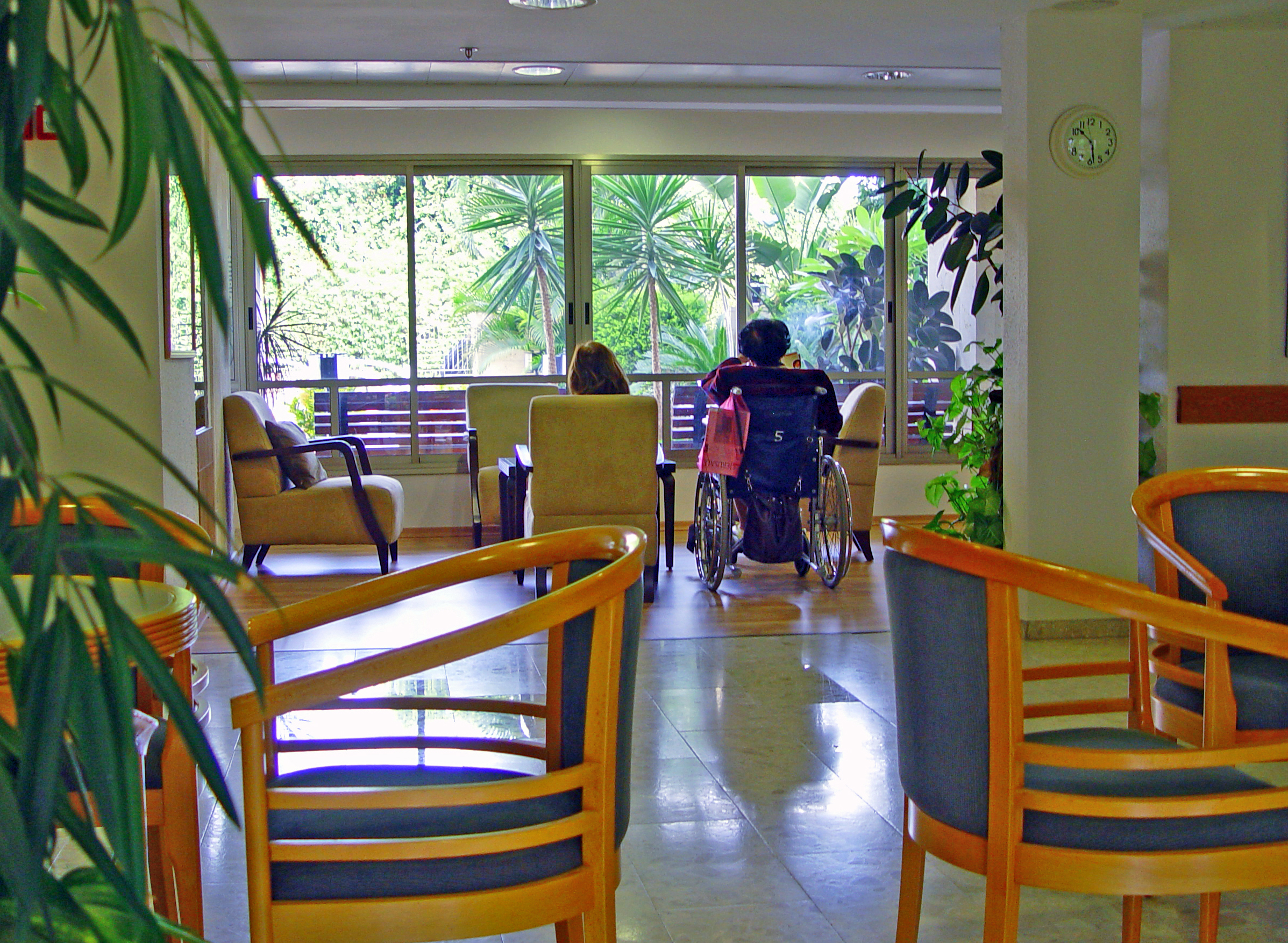
یک خانه سالمندان در اسرائیل

خانه سالمندان محلی است که از افراد سالخورده نگهداری می‌شود. سالمندی دوره ای حساس از زندگی است که توانایی استقلال فرد به دنبال ابتلا به بیماری‌های جسمی و ذهنی کمتر می‌شود. به عنوان مثال زمانی که فرد سالمند مبتلا به آلزایمر است و امکان مراقبت از خودش را ندارد، ممکن است فشار زیادی روی شما به عنوان مراقب وارد شود.
از طرفی صحبت کردن و ارتباط عاطفی با افراد مسن بسیار اهمیت دارد. مشغله‌های کاری و زندگی باعث می‌شود که نتوانید برای فرد سالمند وقت کافی بگذارید پس او ناچار است بیشتر اوقات را در تنهایی سپری کند که می‌تواند باعث بروز علائم افسردگی در او شود. فراهم کردن محیطی امن و رضایت بخش برای سالمندان اهمیت زیادی دارد.

## مزایای خانه سالمندان[۲]
۱- خانه سالمندان و دسترسی به منابع بسیار
۲ – خانه سالمندان و خدمات بهداشتی و درمانی
۳- امنیت در خانه سالمندان
۴ – راحتی خیال خانواده سالمند
1. خانه سالمندان و کمک به سالمند برای امور شخصی
2. انجام کارهای خانه
3. محیط اجتماعی پویا در خانه سالمندان

## معایب خانه سالمندان[۳]
معمولا سالمندان ترجیح می‌دهند سال‌های باقی مانده عمر خود را در خانه خود، در کنار فرزندان و خانواده خود سپری کنند برای فرد سالمندی که به دلیل بیماری دچار افسردگی شده‌است، رفتن به خانه سالمندان افسردگی او را تشدید می‌کند؛ چرا که حس طرد شدن از سوی عزیزانش به او فشار مضاعفی وارد می‌کند. ممکن است فضای خانه سالمندان برای افراد یکنواخت و عادی باشد و موجب تضعیف روحیه آن‌ها گردد. از طرفی دوری از فرزندان و خانواده برای سالمندان بسیار سخت و ناراحت‌کننده است؛ به همین دلیل لازم است فرزندان به صورت مرتب به والدین خود سر بزنند و از آن‌ها غافل نمانند.

## استانداردهای خانه سالمندان[۵]
این استانداردها در دنیا مشخص است و بهزیستی هم آن را مشخص کرده‌است. به لحاظ فیزیکی، به لحاظ مراقب و خدماتی که ارائه می‌شود استانداردهای مشخصی وجود دارد که این استانداردها هم باید بر طبق اصول باشد. مهم‌ترین این استانداردها فضای مناسب، تعداد مراقب کافی و تغذیه مناسب، فعالیت جسمی و ذهنی کافی سالمند است و باید توجه داشت که در این خانه سالمندان ارتباطات اجتماعی سالمند با خانه و جامعه قطع نمی‌شود.
اگر خانه سالمندان استاندارد باشد و ارتباط سالمند با خانواده حفظ شود، معمولاً در سالمندی که به خانه سالمندان می‌رود مشکل روحی جدی ایجاد نمی‌شود، اما چون ارتباط سالمندان در بسیاری از خانه‌های سالمندان با جامعه و خانواده قطع می‌شود، در بسیاری از موارد مشکلات شناختی پیدا کرده یا این مشکلات آنها تشدید می‌شود. خانه سالمندان
جدایی باعث انزوی اجتماعی در سالمندان می‌شود؛ لذا افسردگی و اضطراب از جمله مشکلات روانی سالمندان در خانه‌های سالمندان است.
بعد از حضور سالمند در سرای سالمندان باید خانه سالمندان در شرایط استاندارد قرار داشته باشد، محیط فیزیکی و تعداد مراقبان آموزش دیده کافی باشند تا فرد بتواند سبک زندگی سالم از لحاظ تغذیه و ورزش داشته باشد و به محض اینکه شرایط فرد به شکل ایده‌آل برگشت و مشکلی نداشت به جامعه بتواند برگردد.